# 金庫破り (テレビドラマ)
金庫破り（きんこやぶり、A STEP OUT OF LINE）は、1970年放送のアメリカ合衆国で製作されたテレビドラマ。犯罪、サスペンス。『ハズバンズ』のピーター・フォーク主演、TVドラマ『コンバット!』シリーズのヴィック・モロー共演。日本未放映。

## キャスト
- ピーター・フォーク
- ヴィック・モロー
- ピーター・ローフォード